# Cinotecnia

Fuzileiro naval americano e seu cão de trabalho no Afeganistão

Cinotecnia (do grego kyón, cão + téchni τέχνη, arte) é o conjunto de conhecimentos e técnicas relacionados à reprodução selecionada, manejo e treinamento de cães para trabalhos específicos civis ou militares. A cinotecnia está presente na produção e preparo de cães policiais e militares (em áreas como detecção de narcóticos e explosivos, rastreamento de pessoas, captura e imobilização de suspeitos, etc), cães de caça, cães de guarda e proteção, cães de pastoreio, etc.
A cinotecnia pode ser classificada como um ramo ou uma área especializada dentro da zootecnia focada em cães, e que promove o estudo de manejo e comportamento, adestramento e seleção genética para melhorar a aptidão, qualidade física e psicológica dos mais diversos cães de trabalho na área civil ou militar.